# エラ (イスラエル王)
エラは、北イスラエル王国のバシャ王朝の最後の王である。
父バシャの後を継いで即位した。彼がティルツァにあった高官の家で祝宴の宴にあった時に、軍団のジムリが謀反を起こしてエラを殺害し、バシャ王朝を滅ばした。
「列王記」の記述によると、バシャ王朝の滅亡の理由は偶像礼拝に対する神の怒りであると言われる。